# Scottish Cup 1948-1949
La Scottish Cup 1948-1949 è stata la 64ª edizione del torneo. I Rangers ha vinto il trofeo per la dodicesima volta nella loro storia.

## Formula
In ogni turno si giocavano gare di sola andata; in caso di parità si disputava un replay a campi inveriti; in caso di ulteriore parità si procedeva con i supplementari e i rigori.

## Partite

### Primo turno
Gare disputate il 22 gennaio 1949.
| Squadra 1           | Risultato | Squadra 2          |
| ------------------- | --------- | ------------------ |
| Alloa Athletic      | 8 – 3     | Montrose           |
| Arbroath            | 3 – 4     | Partick Thistle    |
| Ayr Utd             | 2 – 1     | Queen's Park       |
| Clyde               | 2 – 0     | Fraserburgh        |
| Cowdenbeath         | 6 – 2     | Keith              |
| Dumbarton           | 5 – 2     | Kilmarnock         |
| Dundee              | 5 – 1     | St. Johnstone      |
| Dundee Utd          | 4 – 3     | Celtic             |
| East Fife           | 2 – 1     | Falkirk            |
| Forfar Athletic     | 0 – 4     | Hibernian          |
| Hamilton Academical | 1 – 2     | Albion Rovers      |
| Hearts              | 4 – 1     | Airdrieonians      |
| Inverness           | 2 – 2     | Greenock Morton    |
| Leith Athletic      | 0 – 1     | Raith Rovers       |
| Motherwell          | 3 – 0     | Stranraer          |
| Queen of the South  | 2 – 0     | East Stirlingshire |
| Rangers             | 6 – 1     | Elgin City         |
| St. Mirren          | 2 – 0     | Stirling Albion    |
| Stenhousemuir       | 2 – 0     | Dunfermline        |
| Third Lanark        | 2 – 1     | Aberdeen           |

#### Replay
Gara disputata il 26 gennaio 1949.
| Squadra 1       | Risultato | Squadra 2 |
| --------------- | --------- | --------- |
| Greenock Morton | 2 – 0     | Inverness |

### Secondo turno
Gare disputate il 5 febbraio 1949.
| Squadra 1       | Risultato | Squadra 2          |
| --------------- | --------- | ------------------ |
| Alloa Athletic  | 1 – 3     | Clyde              |
| Ayr Utd         | 0 – 2     | Greenock Morton    |
| Cowdenbeath     | 1 – 2     | East Fife          |
| Dumbarton       | 1 – 1     | Dundee Utd         |
| Dundee          | 0 – 0     | St. Mirren         |
| Hearts          | 3 – 1     | Third Lanark       |
| Hibernian       | 1 – 1     | Raith Rovers       |
| Motherwell      | 0 – 3     | Rangers            |
| Partick Thistle | 3 – 0     | Queen of the South |
| Stenhousemuir   | 5 – 1     | Albion Rovers      |

#### Replay
Gare disputate il 9 febbraio 1949.
| Squadra 1    | Risultato | Squadra 2 |
| ------------ | --------- | --------- |
| Dundee Utd   | 1 – 3     | Dumbarton |
| Raith Rovers | 3 – 4     | Hibernian |
| St. Mirren   | 1 – 2     | Dundee    |

### Terzo turno
A sei squadre fu garantito l'accesso diretto ai quarti di finale. Gare disputate il 19 febbraio 1949.
| Squadra 1       | Risultato | Squadra 2 |
| --------------- | --------- | --------- |
| Hearts          | 3 – 0     | Dumbarton |
| Greenock Morton | 0 – 2     | Clyde     |

### Quarti di finale
Gare disputate il 5 marzo 1949.
| Squadra 1     | Risultato | Squadra 2       |
| ------------- | --------- | --------------- |
| Hearts        | 2 – 4     | Dundee          |
| Hibernian     | 0 – 2     | East Fife       |
| Rangers       | 4 – 0     | Partick Thistle |
| Stenhousemuir | 0 – 1     | Clyde           |

### Semifinali
Gara disputate il 26 marzo 1949.
| Squadra 1 | Risultato | Squadra 2 |
| --------- | --------- | --------- |
| Clyde     | 2 - 2     | Dundee    |
| Rangers   | 2 - 0     | East Fife |

#### Replay
Gara disputata il 4 aprile 1949.
| Squadra 1 | Risultato | Squadra 2 |
| --------- | --------- | --------- |
| Clyde     | 2 - 1     | Dundee    |

### Finale
Gara disputata il 23 aprile 1949.
| Squadra 1 | Risultato | Squadra 2 |
| --------- | --------- | --------- |
| Rangers   | 4 - 1     | Clyde     |

| Glasgow 23 aprile 1949                                                                               | Rangers   | 4 – 1 referto | Clyde | Hampden Park (108 435 spett.) |
| \| \| \| \| \| Young 39’ (rig.), 55’ (rig.) Williamson 41’ Duncanson \| Marcatori \| 49’ Galletly \| |           |               |       |                               |
| |           |               |       |                               |
| Young 39’ (rig.), 55’ (rig.) Williamson 41’ Duncanson                                                | Marcatori | 49’ Galletly  |       |                               |